# イオン静内店
イオン静内店（イオンしずないてん）は、北海道日高郡新ひだか町静内に所在するイオン北海道運営の総合スーパー（GMS）である。

## 概要
1998年11月に静内ファミリーデパートからホクホー静内店を経て、ニチイ静内店となった店舗を現在地にサティ静内店として移転開店した。
北海道日高地方では唯一のイオン店舗となっている。

## 沿革
- 1998年（平成10年）11月20日 - マイカル運営の「静内サティ」としてオープン[2]。
- 2002年（平成14年）5月 - ポスフールへの店名変更に伴い、「ポスフール静内店」に改称。
- 2008年（平成20年）11月20日 - 開店10周年を迎える。
- 2011年（平成23年）3月1日 - イオンへの店名変更に伴い、「イオン静内店」に改称[3]。
- 2018年（平成30年）
  - 9月6日 - 北海道胆振東部地震により建物が被災[4]。
  - 9月13日 - 建物の復旧に伴い、店頭販売を含めて臨時休業[4]。
  - 10月20日 - 全館営業再開[4]。
  - 11月20日 - 開店20周年を迎える。
- 2020年（令和2年）10月20日 - 直営売場で購入した品を自宅へ届けるサービス「イオン楽宅便」を開始[5][6]。

## フロアとテナント

### フロア概要
核店舗のイオン静内店と15の専門店で構成される。
| 階  | フロア概要                           |
| --- | ------------------------------------ |
| 2階 | 婦人・紳士ファッションと子供のフロア |
| 1階 | 総合食料品と住まいと暮らしのフロア   |

### 主なテナント
1階
- ケンタッキーフライドチキン（ファストフード）
- ミスタードーナツ（ファストフード）
- 三星（菓子店）
- ドコモショップサテライト（携帯ショップ）

2階
- ハニーズ（レディス）
- キャンドゥ（100円ショップ）
- メガネのプリンス（メガネ）
- ジョイランド（ゲームコーナー）

#### 別棟
- チャンスセンター（宝くじ）

※テナント情報は2022年5月時点
出店テナント全店の一覧詳細情報は公式サイト「専門店・フロアマップ」を、営業時間およびATMを設置している金融機関の詳細は公式サイトを参照。

## アクセス
山手通、国道235号沿いに位置している。

### バス
- 道南バス「イオン静内店前」「末広町」バス停下車。

### 自動車
- 日高自動車道 - 日高厚賀ICより約20分

※日高自動車道の延伸に伴い、静内IC（仮称）が最寄インターチェンジとなる予定。

### 駐車場
当施設の駐車場は、700台利用可能である。
| 施設駐車場 | 駐車台数 | 駐車可能時間 |
| ---------- | -------- | ------------ |
| 屋外駐車場 | 700      | 8:00 - 21:45 |

## 近隣施設
- 北海道静内高等学校
- 日高本線 - 静内駅（廃駅）低気圧による高潮被災を受け、不通となる2015年1月8日までは最寄駅であった[7]。
- 新ひだか町博物館